# Бахрам Чубин
Бахра́м Чуби́н (Бахрам VI; пехл. 𐭥𐭫𐭧𐭫𐭠𐭭 Wahrām Chōbēn; перс. بهرام چوبین‎‎; от др.иран. Vṛθragna (Веретрагна) — «разбивающий препятствие»; убит в 592) — шахиншах Ирана в 590—591 годах из дома Мехранов. Не принадлежал к роду Сасанидов.

## Биография

### Воинская служба
Согласно источникам, Бахрам Чубин, сын марзбана (наместника) Рея Бахрама Гушнаспа, происходил из рода Михран — одного из 7 ведущих парфянских родов, восходивших к Аршакидам и сохранивших своё влияние и при Сасанидах — и имел прозвище Михрбандак (в армянских источниках — Михревандак).
Высокого роста, с гордой осанкой, сухощавый, темнокожий (за что получил прозвище «Чубин» — «Древкообразный», «Подобный древку [копья]»), он был очень силён физически и прекрасный стрелок из лука. Во времена Хосрова I Ануширвана Бахрам Чубин был зачислен в царские телохранители, а затем стал командиром конного отряда и участвовал в осаде Дары в 572 году.

«Вместе с персидским царём Хосровом Старшим Варам (то есть Бахрам Чубин) совершил вторжение и в Армению; прославившись своими подвигами на войне, он немного времени спустя был назначен главнокомандующим персидского войска. За короткое время судьба столь высоко подняла его, что он получил звание даригбедума царского стола (ромеи называют его куропалатом)».
В 570-х годах был назначен спахбадом (высшим военачальником) Севера (Великая Мидия и Адурбадаган) и в этом качестве без определённого успеха воевал с византийцами в Месопотамии.

### Отражение тюркской угрозы
Осенью 589 года с востока в Иран вторглась огромная армия (источники говорят о её фантастической численности в 300—400 тысяч воинов) тюрок под руководством Савэ-шаха, которые, вступив в союз с византийцами, угрожали самому существованию Ирана. Пограничные армии отступили под натиском врагов, открыв путь в Хорасан. Решение шаха Ормизда IV в столь критический момент поручить защиту от тюрок столь видному полководцу и администратору как Бахрам Чубин было вполне естественным, но живший в XV столетии гератский историк Мирхонд передаёт красивую легенду о назначении Бахрама, приведённую также у Фирдоуси:

«…он (Ормизд IV) устроил совет с людьми разума и опытности об отражении Савэ-шаха. Тогда один из присутствующих на собрании доложил: „О государь! Отец мой такого человека знает, который по причине преклонного возраста, от службы отставленный, сидит дома“. Хормизд сказал: „Да, я отца твоего хорошо знаю. Он во время Хосроя мою мать из Туркестана доставил в Иран. Теперь что ты о его словах скажешь?“ Тот человек продолжал: „Когда вчера отец от меня услышал, что государю потребовался человек, чтобы послать его на войну с Савэ-шахом, то сказал: „Мне в этом случае следует рассказать и я обязан донести до слуха царя“. Когда Хормизд услышал это, то приказал себя об этой тайне осведомить.
Старец сказал: „В то время, когда меня послал справедливый государь, шах Нуширван, в Туркестан сватать дочь хакана, хакан меня пожаловал всяческими подарками и ласками, и, осведомившись о цели посольства, приказал, чтобы дочерей его мне предъявили, дабы я, одну из них выбрав, доставил в Мадаин (то есть в Ктесифон). Однако, так как ханша-мать, которая была прабабушкой государю земли и времени и родственницей хакана, не хотела, чтобы её дочь с ней разлучалась, она приказала, чтобы царевен и невольниц, разукрасив, мне показали, а дочь хакана без украшений была среди них. Но я, бросив взгляд на ту чистую жемчужину, похожую на высочайшего хакана, выбрал её, причём хакан выказал расстройство. Хакан, послав к астрологу, приказал, чтобы тот посмотрел гороскоп этой великолепной звезды и об исходе жизни девушки в Персии сообщил. После осмотрительного изучения астролог доложил: „Из небесного расположения явствует, что эта достойная женщина от персидского царя родит сына, низкого роста с большими глазами и великим умом и к нему перейдёт после отца его царство; некто из этой страны (Туркестана) ополчится для завоевания его страны, но этот счастливчик предводителя, высокого мужа, с большим лбом, с вьющимися волосами, полным лицом, смуглого, со сросшимися бровями, худощавого и зловредного, на войну с ним пошлёт, он враждебного царя убьёт, войско его погубит и имущество разграбит. Когда хакан узнал небесные тайны, то с царскою роскошью снарядил дочь в дорогу, чтобы я её в Мадаин доставил“. 
Произнеся эти слова в совете Хормизда, многолетний старец скончался. Шах и присутствующие весьма этим были удивлены, и все собравшиеся от ступеней высочайшего трона отправились на розыски; старательно ими занялись и после доложили государю: „Человек с вышеописанными приметами — это Бахрам Чубин“. Он был один из спахбедов царского рода и с эпохи Нуширвана до времени Хормизда имел в своём ведении области Армению и Азербайджан. Он превосходил других персидских марзбанов обилием доблести, таланта и бодрости. После встречи с вельможами царства Хормизда Бахрама назначили на войну с Савэ-шахом.»

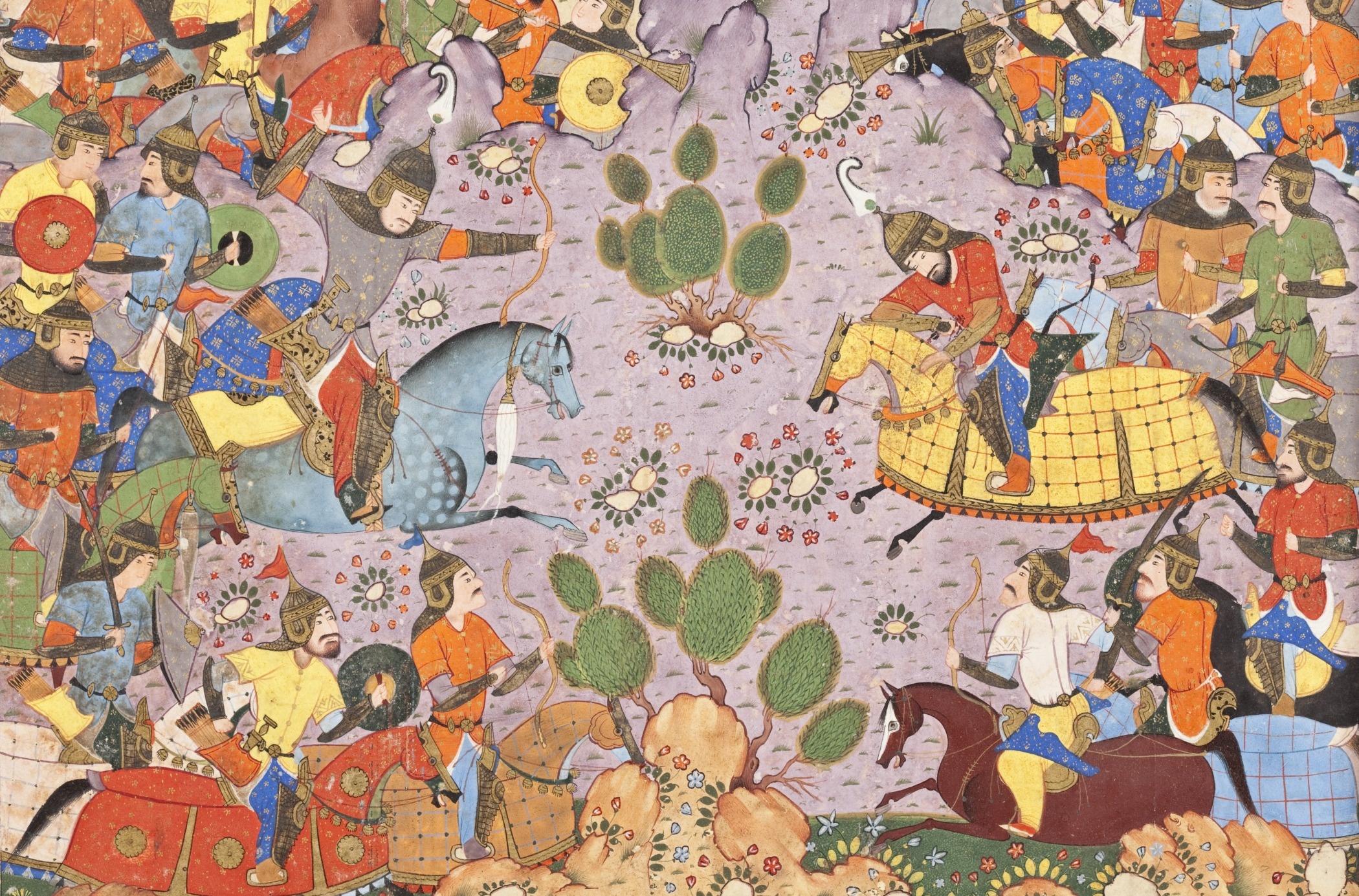
Иллюстрация к «Шахнаме» (около 1560): поединок Бахрама Чубина с Савэ

Ормизд IV повелел, чтобы Бахраму предоставили власть над казной и арсеналом и передали бы ему диван войска, чтобы он сам выбрал себе тех, кто ему подойдет. Однако Бахрам отобрал лишь двенадцать тысяч опытных в военном деле мужей из всадников (саваран), среди которых не было никого, кто был бы моложе сорока лет. Персы также имели приспособления для метания огня.
Одновременно с армией шах направил к тюркам посла Хуррад-Бурзина. Прибыв в ставку Савэ, персидский посол намеренно тянул переговоры, дожидаясь когда появится армия Бахрама Чубина, а потом бежал из ставки хана. Вероятнее всего, именно Хуррад-Бурзин убедил Савэ-шаха идти не сразу в центральный или северо-западный Иран, а к Герату.
Персы не случайно выбрали для сражения Гератскую долину. В ней, замкнутой горами и рекой Герируд, тюрки не могли реализовать своё главное преимущество — численное превосходство. Савэ пытался завязать переговоры, но Бахрам отказался решить дело миром. Нацеливая войско только на победу, он приказал залить жидкой глиной дороги, ведущие в тыл, и поставить заградительные отряды. Когда противники сошлись, командующий приказал лучникам целить в хоботы тюркских слонов, и ослеплённые болью животные в ярости принялись топтать своих воинов. В гуще боя Чубин лично застрелил из лука Савэ, тюрки дрогнули и побежали. Персы преследовали их до вечера, и к ночи войско тюрок перестало существовать как организованная сила. Не помогли и колдуны, которые (согласно легенде) наслали на персов ветер и наваждение: всем мерещилась чёрная туча, из которой летели стрелы. Тюркская кампания закончилась взятием крепости Далка (Пайкенд в Бухарском оазисе). Сын Савэ-шаха прибыл в Ктесифон и подписал мирный договор. Это была блестящая и очень нужная для страны победа. Угроза Ирану была ликвидирована, а за свои заслуги Бахрам Чубин получил владения в Кушаншахре, и был объявлен героем и спасителем страны. Пользовался высочайшим авторитетом в стране, что скорее и стало причиной его опалы.

### Восстание Бахрама Чубина
После этого шах поручил Бахраму возглавить войну против Византии, однако тут его армия начала терпеть поражения. Ормизд не только сместил его с поста главнокомандующего, но послал в насмешку прялку и женское платье, как более подобающие для него, чем одежда воина. Динавари добавляет, что к тому же по клевете своих придворных шах заподозрил, что Бахрам Чубин утаил большую часть добычи, захваченной во время разгрома тюрок. Разгневанный Бахрам поднял мятеж против центральной власти; его поддержало войско, недовольное правлением Ормизда IV.
Восставшее войско двинулось на Ктесифон, но ещё до появления мятежников в столице произошёл переворот; Виндой и Вистахм, братья одной из жён шахиншаха, низложили Ормизда. На престол они возвели своего племянника, сына Ормизда IV, Хосрова II, получившего позднее прозвище Парвиз. Чубин отверг все попытки нового шаха примириться и продолжил поход на столицу. Новый царь Хосров II Парвиз, не надеясь, видимо, на своё окружение и войско, бежал в Византию к императору Маврикию.
Заняв Ктесифон, Бахрам Чубин объявил, что будет править от имени Шахрияра, одного из сыновей Ормизда IV. Бахрам потребовал от представителей знати, не поддержавших его, покинуть Ктесифон, угрожая отрубить головы тем, кто не подчинится. Многие оставили город в сопровождении отрядов своих вооружённых телохранителей. Известно, что Чубина приветствовали столичные иудеи.

### Воцарение
Бахрам VI короновался 9 марта 590 года. Узурпатор не был Сасанидом, но поскольку фарр не мог оценить человека нецарского происхождения (хотя и весьма знатного), говорили, что он потомок Аршакидов. Бахрам Чубин утверждал, что первый сасанидский царь Ардашир Папакан узурпировал трон Аршакидов, и что теперь он восстановил их правление. Бахрам VI ненавидел семью свергнутых шахиншахов и говорил, что хочет прекратить эту «всемирную кару» (Фирдоуси неоднократно подчёркивает неприязнь Бахрама именно ко всем потомкам Сасана). Коронование Бахрама Чубина — случай беспримерный в истории Сасанидского царства; представитель не царского, пусть даже очень знатного, рода узурпировал царскую власть. Вероятно, этого не ожидали даже крайние сепаратисты. Очень многие отшатнулись от него. Во-первых, потому, что не желали подчиняться равному себе; каждый мало-мальский выдающийся представитель знати, увидев такой пример, решил, что он ничуть не хуже Бахрама. Во-вторых, почтение к сасанидскому дому (хотя не к его отдельным представителям) и престиж власти были всё-таки настолько велики, что поступок Бахрама был сочтён прямым кощунством.
Власть нового шаха признала лишь часть областей Ирана. Например, монеты узурпатора чеканились лишь в северном и восточном Хорасане (Мерв, Нишапур, Абаршахр, Балх), нижнем Междуречье (Мешан), Хузестане (Сузы), Исфахане, Ахвазе и его родовом гнезде Рее. Вполне естественно, что и при дворе существовала сильная оппозиция узурпатору — это чувствовал и он сам. Не желая искушать судьбу, Бахрам приказал заточить в тюрьму некоторых военачальников, в том числе и Виндоя. Последнему удалось сговориться со сторонниками, бежать и организовать нападение на дворец. Стража разогнала мятеж, и Виндою едва удалось скрыться у Вистахма.
Внешние противники Ирана, в первую очередь тюрки и византийцы, получили передышку. «Хормизд был разбит в войне Варамом и лишен царства, а против Хосрова младшего, сына Хормизда, во время его провозглашения поднялся мятеж. Поэтому он заключил с римлянами мир, и, таким, образом, эта давняя персидская война, длившаяся почти два десятилетия, наконец, прекратилась».
Тем временем Хосров, находясь при дворе Маврикия, вёл с ним переговоры о военной поддержке интервенции. Маврикий охотно пошёл на это за значительные территориальные уступки. Хосров обещал Маврикию почти всю Армению и Иберию, за исключением владений, непосредственно принадлежавших в этих странах иранским марзпанам, и большие территории в Месопотамии с городами Дарой и Маяфаркином.
Через несколько месяцев после воцарения Бахрама Хосров II вернулся в Иран в сопровождении недовольных узурпатором, а главное — с византийскими легионами и золотом, присланными императором Маврикием. Бахрам не выдержал совместного удара византийских, армянских и оставшихся верными Хосрову иранских сил, и был разбит при городе Ганзаке в Адурбадагане в сражении при Бларафоне. По свидетельству Феофилакта Симокатты, перед решающей битвой у союзников было около 60 000 солдат, Бахрам Чубин же располагал сорокатысячным войском, и его отряды были ненадёжными. Чубин пытался отколоть от армии ромеев и Хосрова армянские полки — сначала обещаниями, затем угрозами, но не преуспел, был разбит, а его армия рассеялась. Наутро после сражения Бахрам насчитал с собой всего четыре тысячи человек. Остальные либо погибли, либо попали в плен к Хосрову II. В числе последних был и сын узурпатора. Захваченных всадников и слоновожатых Хосров приказал связанными бросить под ноги боевым слонам.

### Бегство к тюркам и смерть
Бахрам Чубин с небольшими силами ушёл в Хорасан, а оттуда — к тюркам. По Фирдоуси, Хосров направил за Бахрамом трёхтысячный отряд, но опытный полководец нанёс поражение своим преследователям и благополучно скрылся из Ирана, перейдя Амударью. Монеты второго года правления Бахрама VI известны только для восточных дворов (Абаршахр, Балх, Мерв) и Рея.
Странствия Бахрама завершились у его недавних врагов — тюрок. Согласно средневековым легендам, избавив кагана от интриговавшего против него брата (Чубин убил его на «дуэли» — противники стрелялись из луков), Бахрам стяжал невиданный почёт. Каган не только отказался выдать его Хосрову, но позволил выстроить ему крепость, где Бахрам «устроил арену, завёл рабынь, мастеровых рабов и охотничьих зверей…».
Находясь у тюрок, Бахрам продолжал быть весьма опасным для Хосрова II Парвиза, ибо мог в любой момент вернуться. И то, что не смогла сделать официальная дипломатия, свершили тайные происки: Бахрама зарезал тюрк, подученный иранским послом Хуррад-Бурзином. Радость при ктесифонском дворе была такой, что до падения Сасанидов день гибели Чубина отмечался как государственный праздник. Остатки войск Бахрама ушли в Дейлем, где соединились с тамошними горцами.
Так кончилась карьера этого, несомненно, незаурядного честолюбца. О восстании Бахрама Чубина ещё в сасанидское время была сложена своеобразная, изобилующая легендарными подробностями историческая повесть, не дошедшая до нас, но послужившая основой для рассказов о Бахраме у арабских и персидских авторов средневековья, в частности глав, посвящённых Бахраму в сасанидской части эпопеи «Шахнаме» великого поэта Фирдоуси. Сын Чубина Михран остался жив и воевал с арабами при Йездигерде III. Согласно арабским историкам, потомки Бахрама Чубина дали начало среднеазиатской династии Саманидов, какое-то время владевшей Хорасаном.
Восстание Бахрама Чубина было чрезвычайно симптоматично для этого периода. Борьба старой знати с царём длилось более двухсот лет, но впервые её представитель выступал с крупным войском, захватывал столицу, и, что особенно важно, впервые человек не царского рода объявлял себя царём Ирана. Всё это свидетельствует о далеко зашедшем к началу VII веку кризисе государственной машины Сасанидской державы, лишь временно ослабленном политикой Кавада и Хосрова Ануширвана.
| Дом Мехранов              |                                                   |                            |
| Предшественник: Ормизд IV | шахиншах Ирана и не-Ирана 590 — 591 (правил года) | Преемник: Хосров II Парвиз |